# Xian de Nanpi
Le xian de Nanpi (南皮县 ; pinyin : Nánpí Xiàn) est un district administratif de la province du Hebei en Chine. Il est placé sous la juridiction de la ville-préfecture de Cangzhou.

## Histoire
Nanpi aurait été fondé en l'an 221 avant notre ère sous la dynastie Qin. Vers la fin de la dynastie Han, en l'an 205 ap. J.-C., elle fut au cœur d'une bataille entre Cao Cao et Yuan Tan, fils de Yuan Shao. Cao Cao en sortit vainqueur et occupa la ville. Plusieurs reliques historiques et culturelles se trouvent aujourd'hui sur son territoire.

## Démographie
La population du district était de 345 210 habitants en 1999.